# Brides of Funkenstein
Die Brides of Funkenstein waren eine US-amerikanische Funk-Band.

## Geschichte
Die Brides of Funkenstein waren, wie Parlet, eines von vielen Spin-off-Projekten aus dem P-Funk-Umfeld. Die Brides waren jeweils Background-Sängerinnen aus Produktionen von George Clinton und Bootsy Collins, denen neue Songs auf den Leib geschneidert wurden. Bereits die erste Single Disco To Go erreichte 1978 die Top-Ten der US-R&B-Charts. Zunächst mit Lynn Mabry und Dawn Silva als Duo gegründet, wurde nach dem Ausscheiden von Marby das Projekt für die Produktion des zweiten Album  Never Buy Texas from a Cowboy mit Sheila Horn und Jeanette McGruder zum Trio erweitert. 
Das Projekt konnte zwei Alben in den Billboard-Charts platzieren und löste sich 1981 auf.
2010 trat Dawn Silva mit Jeanette Washington und Shirley Hayden von Parlet auf dem Long Beach Funk Fest auf.
Der Rolling Stone wählte Never Buy Texas from a Cowboy zu den „top 50 coolest albums ever released“.

## Diskografie (Auswahl)

### Alben
- 1978: Funk or Walk
- 1979: Never Buy Texas from a Cowboy

### Singles
- 1978: Disco to Go
- 1978: Amorous
- 1979: Party Up in Here
- 1979: Never Buy Texas from a Cowboy